# تپه زیرآبادی
تپه زیر آبادی مربوط به دوره اشکانیان است و در شهرستان ملایر، بخش سامن، دهستان حرم رود سفلی، روستای بلرتو واقع شده و این اثر در تاریخ ۲۵ آبان ۱۳۸۷ با شمارهٔ ثبت ۲۳۶۹۸ به‌عنوان یکی از آثار ملی ایران به ثبت رسیده است.